# Campionati asiatici di atletica leggera 2011
La diciannovesima edizione dei Campionati asiatici di atletica leggera si è svolta a Kōbe, in Giappone, dal 7 al 10 luglio 2011 presso il Kobe Universiade Memorial Stadium. I Campionati hanno visto la partecipazione di 507 atleti provenienti da 40 paesi, i quali hanno gareggiato in un totale di 42 specialità.
L'evento ha visto spiccare due paesi in particolare: il paese ospite, il Giappone, ha guadagnato il maggior numero di medaglie (32: 11 ori. 10 argenti e 11 bronzi), subito seguito dalla Cina, che ha guadagnato 27 medaglie (10 ori, 12 argenti e 5 bronzi). Al terzo posto di questa classifica si trova il Bahrein, con solo 9 medaglie (di cui 5 d'oro). 
Nel corso di questi campionati, sono stati battuti o eguagliati otto record dei campionati.
In questa edizione dei campionati ha preso parte per la prima volta in assoluto una donna emiratina, Betlhem Desalegn.

## Paesi partecipanti
- Afghanistan (2)
- Arabia Saudita (14)
- Bangladesh (2)
- Bahrein (10)
- Brunei (3)
- Cina (40)
- Corea del Sud (24)
- Emirati Arabi Uniti (7)
- Filippine (6)
- Giappone (87)

- Giordania (2)
- Hong Kong (15)
- India (34)
- Indonesia (16)
- Iran (24)
- Iraq (10)
- Kazakistan (24)
- Kirghizistan (3)
- Kuwait (6)
- Laos (2)

- Libano (2)
- Macao (4)
- Malaysia (8)
- Maldive (2)
- Mongolia (6)
- Nepal (2)
- Oman (11)
- Pakistan (5)
- Palestina (2)
- Qatar (6)

- Singapore (6)
- Siria (4)
- Sri Lanka (11)
- Tagikistan (2)
- Taipei cinese (16)
- Thailandia (16)
- Timor Est (1)
- Turkmenistan (5)
- Uzbekistan (17)
- Vietnam (7)

## Uomini
| Specialità | Oro                                                                    | Prestazione | Argento                                                                              | Prestazione | Bronzo                                                                | Prestazione |
| 100 m | Su Bingtian                                                            | 10"21       | Masashi Eriguchi                                                                     | 10"28       | Sōta Kawatsura                                                        | 10"30       |
| 200 m | Femi Ogunode                                                           | 20"41       | Hitoshi Saito                                                                        | 20"75       | Omar Jouma Al-Salfa                                                   | 20"97       |
| 400 m | Yousef Masrahi                                                         | 45"79       | Hideyuki Hirose                                                                      | 46"03       | Yūzō Kanemaru                                                         | 46"38       |
| 800 m | Mohammad Al-Azemi                                                      | 1'46"14     | Sajjad Moradi                                                                        | 1'46"35     | Ghamnda Ram                                                           | 1'46"46     |
| 1500 m | Mohammad Al-Azemi                                                      | 3'42"49     | Sajjad Moradi                                                                        | 3'43"30     | Chaminda Wijekoon                                                     | 3'44"01     |
| 5000 m | Dejenee Mootumaa                                                       | 13'39"71    | Yuki Sato                                                                            | 13'40"78    | Alemu Bekele                                                          | 13'41"93    |
| 10 000 m | Ali Hasan Mahboob                                                      | 28'35"49    | Bilisuma Shugi                                                                       | 28'36"30    | Akinobu Murasawa                                                      | 28'40"63    |
| 110 m ostacoli | Liu Xiang                                                              | 13"22       | Shi Dongpeng                                                                         | 13"56       | Park Tae-kyong                                                        | 13"66       |
| 400 m ostacoli | Takatoshi Abe                                                          | 49"64       | Yuta Imazeki                                                                         | 50"22       | Chieh Chen                                                            | 50"39       |
| 3000 m siepi | Abubaker Ali Kamal                                                     | 8'30"23     | Artem Kossinov                                                                       | 8'35"11     | Tareq Mubarak Taher                                                   | 8'45"47     |
| Staffetta 4×100 m | Giappone Sōta Kawatsura Masashi Eriguchi Shinji Takahira Hitoshi Saito | 39"18       | Hong Kong Tang Yik Chun Lai Chun Ho Ng Ka Fung Chi Ho Tsui                           | 39"26       | Taipei cinese Wang Wen-tang Liu Yuan-kai Tsai Meng-lin Yi Wei-che     | 39"30       |
| Staffetta 4×400 m | Giappone Yusuke Ishitsuka Kei Takase Hideyuki Hirose Yuzo Kanemaru     | 3'04"72     | Arabia Saudita Mohammed Ali Albishi Hamed Al-Bishi Y.I. Alhezam Yousef Ahmed Masrahi | 3'08"03     | Iran Peiman Rajabi Amin Ghelichi Ehsan Mohajer Shojaei Sajjad Hashemi | 3'08"58     |
| Salto in alto | Mutaz Essa Barshim                                                     | 2,35 m      | Majd Eddin Ghazal                                                                    | 2,28 m      | Wang Chen                                                             | 2,26 m      |
| Salto con l'asta | Daichi Sawano                                                          | 5,50 m      | Hiroki Ogita                                                                         | 5,40 m      | Yang Yansheng                                                         | 5,40 m      |
| Salto in lungo | Su Xiongfeng                                                           | 8,19 m      | Supanara Sukhasvasti                                                                 | 8,05 m      | Rikiya Saruyama                                                       | 8,05 m      |
| Salto triplo | Yevgeniy Ektov                                                         | 16,91 m     | Li Yanxi                                                                             | 16,70 m     | Roman Valiyev                                                         | 16,62 m     |
| Getto del peso | Chang Ming-huang                                                       | 20,14 m     | Zhang Jun                                                                            | 19,77 m     | Om Prakash Karhana                                                    | 19,47 m     |
| Lancio del disco | Ehsan Haddadi                                                          | 62,27 m     | Vikas Gowda                                                                          | 61,58 m     | Wu Jian                                                               | 56,61 m     |
| Lancio del martello | Ali Al-Zinkawi                                                         | 73,73 m     | Hiroshi Noguchi                                                                      | 70,89 m     | Hiroaki Doi                                                           | 70,69 m     |
| Lancio del giavellotto | Yukifumi Murakami                                                      | 83,27 m     | Park Jae-myong                                                                       | 80,19 m     | Ivan Zaitcev                                                          | 79,22 m     |
| Decathlon | Hadi Sepehrzad                                                         | 7506 punti  | Akihiko Nakamura                                                                     | 7478 punti  | Bharatinder Singh                                                     | 7358 punti  |
| record mondiale; record mondiale stagionale; record asiatico; record dei campionati; record nazionale; record personale; record personale stagionale. |                                                                        |             |                                                                                      |             |                                                                       |             |

## Donne
| Specialità | Oro                                                              | Prestazione | Argento                                                                | Prestazione | Bronzo                                                                                     | Prestazione   |
| 100 m | Guzel Khubbieva                                                  | 11"39       | Wei Yongli                                                             | 11"70       | Tao Yujia                                                                                  | 11"74         |
| 200 m | Chisato Fukushima                                                | 23"49       | Gretta Taslakian                                                       | 24"01       | Saori Imai                                                                                 | 24"06         |
| 400 m | Chen Jingwen                                                     | 52"89       | Chandrika Subashini                                                    | 53"35       | Chisato Tanaka                                                                             | 54"08         |
| 800 m | Trương Thanh Hằng                                                | 2'01"41     | Margarita Matsko                                                       | 2'02"46     | Tintu Luka                                                                                 | 2'02"55       |
| 1500 metri | Genzeb Regasa                                                    | 4'15"91     | Trương Thanh Hằng                                                      | 4'18"40     | O. P. Jaisha                                                                               | 4'21"41       |
| 5000 m | Tejitu Daba                                                      | 15'22"48    | Hitomi Niiya                                                           | 15'34"19    | Yuriko Kobayashi                                                                           | 15'42"59      |
| 10 000 metri piani | Shitaye Eshete                                                   | 32'47"80    | Kareema Jasim                                                          | 32'50"70    | Preeja Sreedharan                                                                          | 33'15"55      |
| 100 m ostacoli | Sun Yawei                                                        | 13"04       | Jung Hye-lim                                                           | 13"11       | Natalya Ivoninskaya                                                                        | 13"15         |
| 400 m ostacoli | Satomi Kubokura                                                  | 56"52       | Qi Yang                                                                | 56"69       | Christine Merrill                                                                          | 57"30         |
| 3000 m siepi | Minori Hayakari                                                  | 9'52"42     | Sudha Singh                                                            | 10'08"52    | Thi Phuong Nguyen                                                                          | 10'14"94      |
| Staffetta 4×100 m | Giappone Nao Okabe Momoko Takahashi Chisato Fukushima Saori Imai | 44"05       | Cina Tao Yujia Liang Qiuping Jiang Lan Wei Yongli                      | 44"23       | Thailandia Phatsorn Jaksuninkorn Orranut Klomdee Laphassaporn Tawoncharoen Nongnuch Sanrat | 44"62         |
| Staffetta 4×400 m | Giappone Sayaka Aoki Chisato Tanaka Satomi Kubokura Miho Shingu  | 3'35"00     | India Mrudula Korada Jhuma Khatun Jaisha Orchatteri Puthiya Tintu Luka | 3'44"17     | non assegnata                                                                              | non assegnata |
| Salto in alto | Zheng Xingjuan                                                   | 1,92 m      | Svetlana Radzivil                                                      | 1,92 m      | Marina Aitova                                                                              | 1,89 m        |
| Salto con l'asta | Wu Sha                                                           | 4,35 m      | Li Ling                                                                | 4,30 m      | Choi Yun-hee                                                                               | 4,00 m        |
| Salto in lungo | Mayookha Johny                                                   | 6,56 m      | Lu Minjia                                                              | 6,52 m      | Saeko Okayama                                                                              | 6,51 m        |
| Salto triplo | Xie Limei                                                        | 14,58 m     | Valeriya Kanatova                                                      | 14,14 m     | Mayookha Johny                                                                             | 14,11 m       |
| Getto del peso | Meng Qianqian                                                    | 18,31 m     | Liu Xiangrong                                                          | 18,30 m     | Leila Rajabi                                                                               | 16,60 m       |
| Lancio del disco | Sun Taifeng                                                      | 60,89 m     | Ma Xuejun                                                              | 59,67 m     | Harwant Kaur                                                                               | 57,99 m       |
| Lancio del martello | Masumi Aya                                                       | 67,19 m     | Liu Tingting                                                           | 65,42 m     | Yuka Murofushi                                                                             | 62,50 m       |
| Lancio del giavellotto | Liu Chunhua                                                      | 58,05 m     | Wang Ping                                                              | 55,80 m     | Yuka Satō                                                                                  | 54,16 m       |
| Eptathlon | Wassana Winatho                                                  | 5710 punti  | Humie Takehara                                                         | 5491 punti  | Chie Kiriyama                                                                              | 5442 punti    |
| record mondiale; record mondiale stagionale; record asiatico; record dei campionati; record nazionale; record personale; record personale stagionale. |                                                                  |             |                                                                        |             |                                                                                            |               |

## Medagliere

Il pesista Chang Minghuang vincitore dell'unico oro per la Cina Taipei

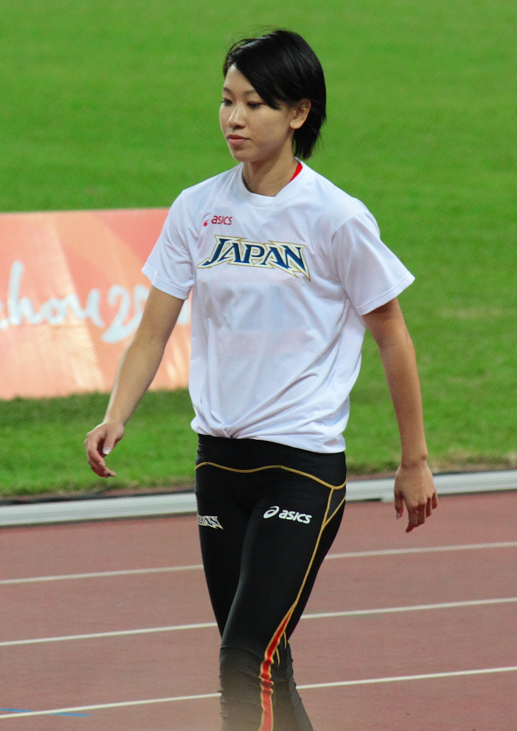
Chisato Fukushima, giapponese vincitrice dei 200 m e della staffetta 4×100 m

Legenda
     Paese ospitante
| Posiz. | Nazione             | Oro | Argento | Bronzo | Totale |
| ------ | ------------------- | --- | ------- | ------ | ------ |
| 1      | Cina                | 11  | 12      | 4      | 27     |
| 2      | Giappone            | 11  | 10      | 12     | 33     |
| 3      | Bahrein             | 5   | 2       | 2      | 9      |
| 4      | Kuwait              | 3   | 0       | 0      | 3      |
| 4      | Qatar               | 3   | 0       | 0      | 3      |
| 6      | Iran                | 2   | 2       | 2      | 6      |
| 7      | India               | 1   | 3       | 8      | 12     |
| 8      | Kazakistan          | 1   | 2       | 3      | 6      |
| 9      | Uzbekistan          | 1   | 2       | 1      | 4      |
| 10     | Thailandia          | 1   | 1       | 1      | 3      |
| 10     | Vietnam             | 1   | 1       | 1      | 3      |
| 12     | Arabia Saudita      | 1   | 1       | 0      | 2      |
| 13     | Taipei cinese       | 1   | 0       | 2      | 3      |
| 14     | Corea del Sud       | 0   | 2       | 2      | 4      |
| 15     | Sri Lanka           | 0   | 1       | 2      | 3      |
| 16     | Hong Kong           | 0   | 1       | 0      | 1      |
| 16     | Libano              | 0   | 1       | 0      | 1      |
| 16     | Siria               | 0   | 1       | 0      | 1      |
| 19     | Emirati Arabi Uniti | 0   | 0       | 1      | 1      |
|        | Total               | 42  | 42      | 41     | 125    |